# Голубая комната (Белый дом)

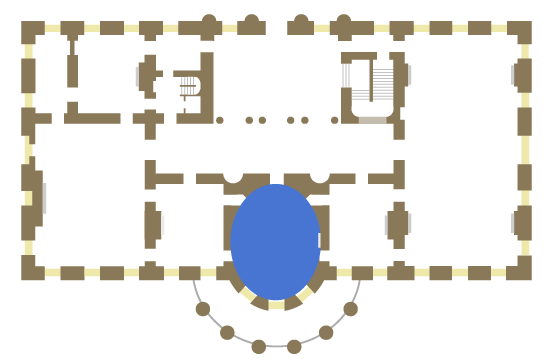
Расположение Голубой комнаты на плане Белого дома

Голубая комната (англ. Blue room) — одна из трех комнат на втором этаже Белого дома, резиденции президента США. Комната отличается овальной формой. Помещение используется для приёмов гостей и иногда для небольших обедов.
Наряду с Жёлтым овальным кабинетом этажом выше и залом дипломатических приемов этажом ниже, эта комната является одной из трех овальных комнат, выполненных по оригинальному проекту архитектора Белого дома Джеймса Хобана. Со времени президентства Томаса Джефферсона в комнате проводились официальные приёмы.

## История
Комната не всегда была оформлена в голубых тонах. Так, по предпочтениям первой леди Долли Мэдисон в оформлении комнаты были использована красная бархатная драпировка, а нанятый ею архитектор Бенджамин Латроб спроектировал комнатную мебель в греческом стиле с малиновыми подушками. Этот интерьер со всей мебелью погибли в пожаре 1814 года. Спустя 3 года, при президенте Монро, комната была восстановлена в стиле французского ампира. Красный цвет доминировал в комнате по крайней мере до 1828 года. При президенте Джексоне она сменила цвет на зелёный. Наконец, в 1837 году, при президенте ван Бюрене, комната приобрела свой нынешний — голубой — цвет.

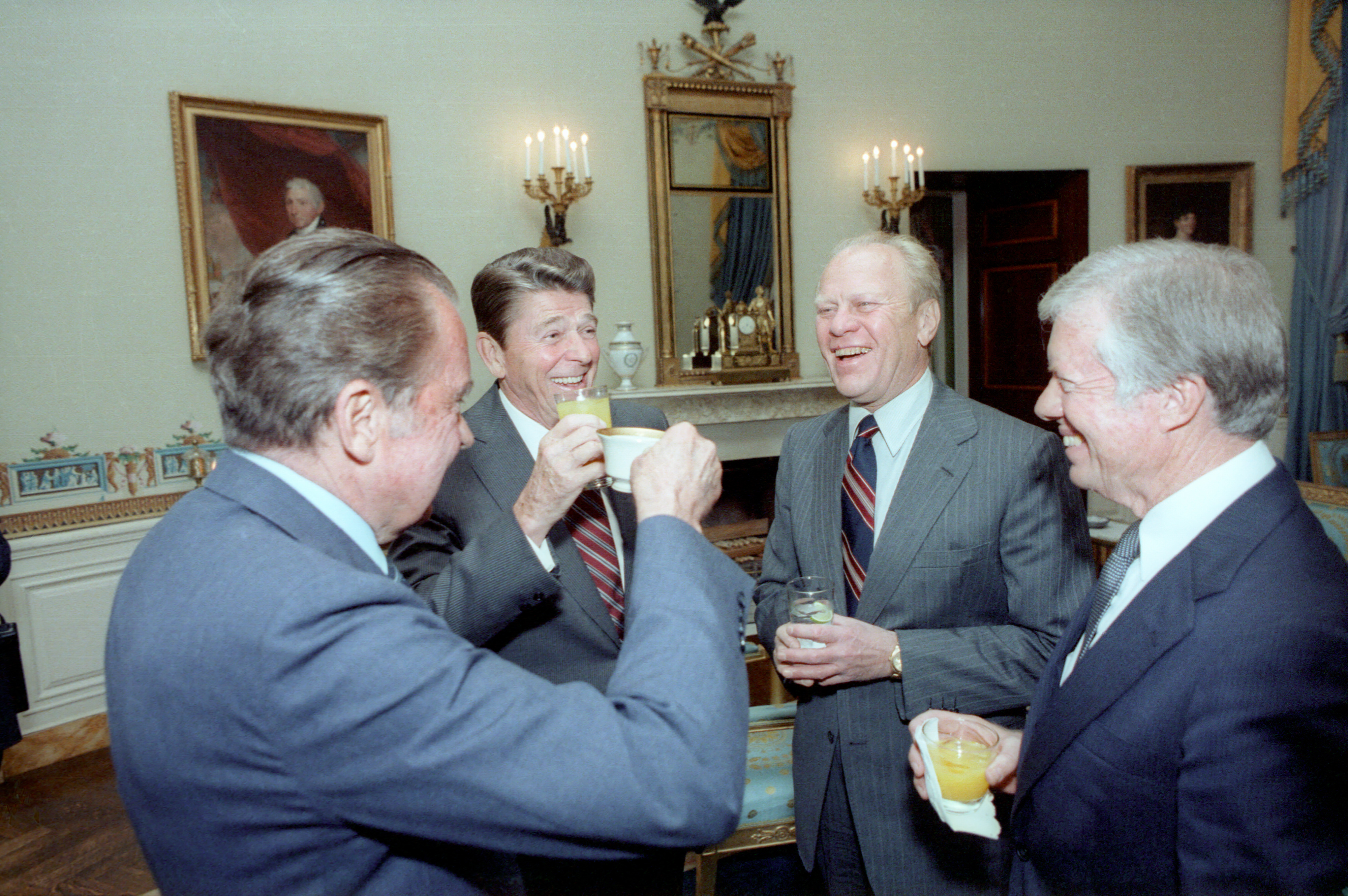
Президенты Никсон, Рейган, Форд и Картер в Голубой комнате, 1981 год

В 1860 году президент Бьюкенен выставил комнатную мебель мастерской знаменитого французского мастера Пьера-Антуана Белланже на аукцион, заменив её мебелью в стиле неорококо.
В 1902 году при президенте Теодоре Рузвельте комната была отреставрирована по проекту архитектурного бюро McKim, Mead & White. Стены были обтянуты тяжёлым рубчатым шёлком синего цвета, сотканным по образцу наполеоновской эпохи.
В 1948 году при президенте Трумэне Белый дом претерпел капитальный ремонт: был заложен новый фундамент, а стены были укреплены стальным каркасом. В реконструированной Голубой комнате архитектор проекта Лоренцо Уинслоу восстановил оригинальный стиль карниза времён Джеймса Хобана. В 1962 году под руководством первой леди Жаклин Кеннеди был выполнен очередной ремонт комнаты, при котором стены были покрыты кремовым атласом. Со временем в Белый дом, в том числе в Голубую комнату, вернулась часть мебели Белланже, некогда проданная на аукционе.

## Элементы интерьера

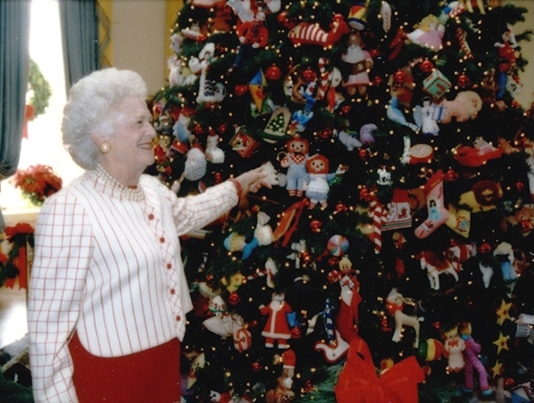
Первая леди Барбара Буш у рождественской ёлки, 1991 год

На каминной полке в комнате установлены бронзовые часы с изображением карфагенского полководца Ганнибала. Часы авторства французских литейщиков Деньера и Мателина, были одними из двух часов, приобретённых президентом Монро в 1817 году. Президент также приобрел три мраморных бюста авторства итальянского скульптора Джузеппе Черакки: Америго Веспуччи, Христофора Колумба и Джорджа Вашингтона.
Также в комнате развешены портреты президентов: Джона Тайлера, Уильяма Тафта и Джеймса Монро.
По обычаю, рождественская ёлка в Белом доме устанавливается именно в Голубой комнате.